# Sabbath Bloody Sabbath (песня)
«Sabbath Bloody Sabbath» (рус. Суббота Кровавая Суббота) — песня английской группы Black Sabbath из их пятого, одноимённого альбома, выпущенного в 1973 году.
В основе песни лежит рифф, который впоследствии назвали «рифф, который спас Black Sabbath». Работа над альбомом шла в трудный для неё период, когда пришлось разорвать отношения с прежним менеджментом, а участие в Black Sabbath стало превращаться в рутину («Гастролируем, пишем, записываемся — снова и снова». — О. Осборн).
Тони Айомми вспоминал, что после Vol.4 у него наступил творческий кризис — «Все смотрели на меня, а я абсолютно не мог настроиться на волну. Всё стало по-другому. Я перестал работать. У меня был творческий кризис, и я ни о чём не мог думать». Для решения возникших проблем группа решила сменить обстановку и сняла замок Клиарвелл (англ. Clearwell) в Глостершире. Во время прогулки по замку, по утверждению Айомми, он с Батлером встретили привидение. Хозяйка замка рассказала им историю, согласно которой служанка, некогда жившая в замке, имела ребёнка от хозяина. Однажды она вместе с ребёнком выбросилась из окна. Эти события и подшучивание друг над другом оказало огромное влияние на музыкантов — "я думал, грёбаный ад: мы сняли это место в глуши, чтобы начать писать, но мы настолько запугали друг друга, что ночью уехали домой! Но эта атмосфера позволила мне выбраться из творческого кризиса. Как только мы начали работать, первой у меня появилась песня «Sabbath Bloody Sabbath». В первый же день. И я воскликнул: «Чёрт побери!» вспоминает Айомми.
Айомми так описал песню: «Рифф из „Sabbath Bloody Sabbath“ — квинтэссенция всего альбома. Это тяжёлый рифф, после него песня переходит в лёгкую часть в середине, и опять возвращается к риффу: игра света и тени. Я всегда любил такое сочетание. Оззи там пел хорошо!»
Песня была исключена из концертных выступлений группы. Она редко исполнялась вживую в 70-х годах. К 2000 году она была целиком исключена из их программы, затем основной рифф был включён в концертные программы как вступление к «Paranoid».
Тематика песни отражает события, происходившие с группой в тот момент. В буклете к изданию Black Box Батлер написал: «Лирика в „Sabbath Bloody Sabbath“ отражала жизненный опыт группы, взлёты и падения, хорошие и плохие времена, кризисы, деловую сторону всего этого. Крик „Болото поглотит всех вас“ был направлен на критиков, бизнес звукозаписи в целом, адвокатов, бухгалтеров, менеджеров и всех, кто пытался нажиться на нас».
В названии песни использована игра слов от «Воскресенье Кровавое Воскресенье» (англ. Sunday Bloody Sunday) — песни, написанной Джоном Ленноном и Йоко Оно о событиях в Ирландии.

## Участники записи
- Тони Айомми — гитара
- Оззи Осборн — вокал
- Гизер Батлер — бас-гитара
- Билл Уорд — ударные

## Кавер-версии
- трэш-металическая группа Anthrax исполнила песню на их EP 1987 года I’m the Man.
- Godspeed исполнили песню с Брюсом Дикинсоном в альбоме-трибюте Nativity in Black.
- Шведская группа The Cardigans исполнила песню в альбоме 1994 года Emmerdale.
- Блюграсс группа Iron Horse исполнила песню в альбоме Black & Bluegrass: A Tribute to Ozzy Osbourne & Black Sabbath.
- Группа Today Is the Day исполнила песню для 6-дискового трибьюта In These Black Days: A Tribute to Black Sabbath компании Hydra Head. Включена как скрытый бонус-трек в их альбомеTemple of the Morning Star.
- Финская группа Tarot исполнила песню в своём 5-м альбоме For the Glory of Nothing как бонус-трек на переиздании диска в 2006 году.
- Шведы Amon Amarth выпустили песню как бонус-трек к своему альбому 2002 года Versus the World.
- Группа Ripper исполнила песню в альбоме 2015 года Third Witness с участием вокалиста Стива Сельвестра из Death SS.